# プログレスMS-21
プログレス MS-21（ロシア語: Прогресс МC-21、ロシア製造番号451、NASAではプログレス82Pと呼称）は、国際宇宙ステーション（ISS）への再補給のためにロスコスモスが打ち上げたプログレス補給船。これはプログレス宇宙機の174回目の飛行となった。

## 来歴
プログレスMSはプログレスMをもとに航法装置を強化した無人輸送機。この強化されたバリエーションは2015年12月21日に初めて打ち上げられた。このバージョンでは以下の強化が施されている：
- 人工衛星を展開可能な新しい外部コンパートメント。それぞれのコンパートメントは4個までの発射コンテナーを搭載することができる。プログレスMS-03で初めて搭載された。
- ドッキングおよび密閉機構の電気モーターの予備システムの追加による強化された冗長性
- 貨物コンパートメントへのパネル追加による微小隕石防護力の増強
- ロシアのルーチ中継衛星とのリンク機能によって、地上局の視野外でもテレメトリーと制御が可能に
- 地上局による軌道決定の必要なしに状況ベクトルおよび軌道パラメーターの決定を可能にするGNSS自律航法
- 宇宙ステーションとの直接無線データ交換機能によるリアルタイムの相対ナヴィゲーション
- ドッキング操作のための強化されたTV視野を可能にする新しいディジタル無線システム
- 統合コマンドテレメトリーシステム（UCTS）によるウクライナ製のChezara Kvant-V無線システムおよびアンテナフィーダーシステムの置き換え
- クルスAからクルスNAディジタルシステムへの置き換え

## 打ち上げ
2021年2月3日、ロスコスモスのドミトリー・ロゴジンが議長をつとめる有人宇宙飛行試験に関する国家委員会は、2021年および2022年第1四半期の国際宇宙ステーションへの飛行計画の更新を承認した。
国際宇宙ステーションへのプログレス MS-21を搭載したソユーズ2.1aは、2022年10月26日にバイコヌール宇宙基地31番射点から高速軌道で打ち上げられ、ポイスク・モジュールの後方側ポートに自動的にドッキングした。同機はISSでの第68次長期滞在を支援した。

## 貨物
プログレス MS-21宇宙船は2,520 kg (5,560 lb)の貨物を搭載していた。
- 非与圧貨物： 1,357 kg (2,992 lb)
- 燃料： 702 kg (1,548 lb)
- 酸素： 41 kg (90 lb)
- 水： 420 kg (930 lb)

### 大型ペイロード取り付け手段
プログレス MS-21ではISSにMLM大型ペイロード取り付け手段のSCCS部分も輸送された。これは大型ペイロード取り付け手段（ロシア語：Средства Крепления Крупногабаритных Объектов、ラテン文字転写：Sredstva Krepleniya Krupnogabaritnykh Obyektov、SKKO）と呼ばれる4区画からなる外部ペイロードインターフェイスである。計画によれば、SKKOの天底端がMLMにボルト固定されると、折りたたみ状態から展開された後に強固なフレームを形成するために関節部分を自動的にロックできるように船外作業者によってSKKOの打ち上げ用固定具が外される。その後、SKKOの天頂端がMLMにボルト固定される。3基の受動ペイロードアダプターと1基の能動ペイロードアダプター（ミールのプリローダモジュールのトラバース合成開口レーダーのような能動遠隔センシングペイロード）が取り付けられる。SKKOは、プリローダモジュールで使用された仕組みから派生した。SKKOはプログレス内部に搭載されて打ち上げられ、ステーションのモジュールの一つの内部の一時的な収納場所に移された。ステーション外部に持ち出され、MLMの後方側の面に船外活動VKD-60において設置された。MLM大型ペイロード取り付け手段のLCCS部分は、プログレス MS-18宇宙船でISSに届けられた。LCCS部分は、船外活動VKD-55においてMLMのERA後方に設置された。

## 冷却材圧力事故
2023年2月11日、貨物機はISSからのドッキング解除数日前に冷却材の圧力を喪失したが、貨物を下ろして廃棄物を搭載した後だったのでステーションには影響がなかった。この事案は2022年12月のソユーズ MS-22の冷却材循環系の事故と類似している。当初の予定通りに2023年2月18日にドッキングを解除し、軌道離脱して大気圏中で燃え尽きた。